# Ϯ
Cette page contient des caractères spéciaux ou non latins. S’ils s’affichent mal (▯, ?, etc.), consultez la page d’aide Unicode.
Ϯ (minuscule : ϯ), appelé ti ou deï, est une lettre de l’alphabet copte utilisée dans l’écriture du copte.

## Représentations informatiques
Le ti peut être représenté à l’aide des caractères Unicode (Grec et copte) suivants :
| lettres   | représentations | chaînes de caractères | points de code | descriptions              |
| --------- | --------------- | --------------------- | -------------- | ------------------------- |
| majuscule | Ϯ               | Ϯ                     | U+03EE         | lettre majuscule copte ti |
| minuscule | ϭ               | ϯ                     | U+03EF         | lettre minuscule copte ti |